# 李廣利
李廣利（前2世纪？—前89年），西汉時期將軍，中山（今河北定州）人，汉武帝寵姬李夫人和寵臣李延年的哥哥。後來兵敗投降匈奴，后被卫律猜忌而被杀害。

## 生平

### 攻大宛
汉武帝聞西域大宛產良馬，名為汗血馬，遺使前往購買，使者被殺，錢物被搶。因李夫人的關係，太初元年（前104年），汉武帝封李廣利為「貳師將軍」，率兵數萬攻貳師城取汗血馬。但路途遙遠又多高山大漠，所過諸城皆閉不給食，攻之不下。士卒逃、死者十之六七。廣利被迫撤兵回到敦煌，途中來去2年。武帝聞之震怒，下令退入玉門關者立斬。李廣利只得率軍退回敦煌。太初三年，武帝命復攻大宛，派精兵6萬，牛10萬頭，馬3萬匹，驢、駱駝萬餘運糧草軍資，又增調甲卒18萬以為後援，始得攻入大宛外城。李廣利大軍圍攻大宛城四十餘日，殺死大宛兵將無數。大宛贵族们害怕了，以漢退兵為條件，斬了國王的頭投降，獻出3000餘匹寶馬。漢軍返至玉门关人僅萬餘，馬剩千匹。李廣利凱旋，於太初四年四月丁巳（前101年5月31日）封海西侯，八千户，軍官各有封賞。

### 巫蛊之祸
征和三年（前90年），李廣利受命出兵五原伐匈奴的前夕，与女婿之父丞相劉屈氂合謀立昌邑王劉髆為太子。後劉屈氂被腰斬，李廣利妻被下獄。

### 降匈奴
此時李廣利正在乘勝追擊，聽到消息，恐遭禍，欲再擊匈奴，取得勝利，以期漢武帝饒其不死。其下屬長史與決眭都尉僕雷懷疑他有心叛變，曾想先制服他，但遭平定。隨後，李廣利兵敗，投降匈奴。单于便將女兒嫁給他，使其地位在卫律之上。消息傳到漢廷，武帝誅滅廣利全族。後李廣利與衛律發生權力鬥爭，卫律趁单于母亲生病，遂买通巫师指出病因是出自于去世的单于在发怒，并指称去世的单于在过去出兵攻伐汉时曾发誓一定要捉住贰师将军李广利用来祭神，而今李广利已在匈奴，但違背誓言使然，征和四年八月三十日日蝕。之後单于对巫师的话信以为真，便将李广利杀掉，用以祭神。李广利临被杀时，怒骂道“我死必灭匈奴！”之后匈奴風雪大作人大飢，至单于立廟祭祀才平安。

## 家族
- 父亲：李□
- 母亲：□氏
- 弟弟：李延年（被诛）
- 弟弟：李季（被诛）
- 妹妹：李□
- 妻子：□氏（被诛）
- 长女：李□，女婿：刘□（劉屈氂之子，死于巫蛊之祸）

## 贰师泉
敦煌沙州附近有贰师泉，又名悬泉，泉水从石头中间涌出，據稱出水量可以随着饮水人的多少而变化。传说这个泉是当年西汉贰师将军李广利讨伐大宛的时候路过此山，人困马乏又没有水喝，贰师将军以手拍石，对天盟誓，又拔出佩剑刺向山体，山石间立即有一股泉水喷涌而出，解救了三军的干渴。为纪念这件事，当地人将这个泉水命名为贰师泉。在20世纪初发现的敦煌遗书中，有《贰师泉赋》与《贰师泉咏》两篇文学作品赞颂李广利开山引泉的事情。
這故事是典型的劍泉傳說。

## 延伸阅读
[在维基数据编辑]
 《漢書·卷061》，出自班固《漢書》

### 引用
1. ↑  《漢書 卷十七 景武昭宣元成功臣表第五》
2. ↑  《史記 卷四十九 外戚世家第十九》李夫人蚤卒，其兄李延年以音幸，號協律。協律者，故倡也。兄弟皆坐奸，族。是時其長兄廣利為貳師將軍，伐大宛，不及誅，還，而上既夷李氏，后憐其家，乃封為海西侯。
3. ↑  《漢書》〈匈奴傳〉：「虜已去，貳師遣護軍將二萬騎度郅居之水。一日，逢左賢王左大將，將二萬騎與漢軍合戰一日，漢軍殺左大將，虜死傷甚眾。軍長史與決眭都尉煇渠侯謀曰：『將軍懷異心，欲危眾求功，恐必敗。』謀共執貳師。貳師聞之，斬長史，引兵還至速邪烏燕然山。……單于知漢軍勞倦，……，從後急擊之，軍大亂敗，貳師降。單于素知其漢大將貴臣，以女妻之，尊寵在衛律上。」
4. ↑  柏楊版資治通鑑第七冊
5. ↑  .   [2018-09-28]. （原始内容存档于2020-12-05）.
6. ↑  汉 班固. . （原始内容存档于2020-12-05）.贰师在匈奴岁余，卫律害其宠，会母阏氏病，律饬胡巫言先单于怒，曰：“胡故时祠兵，常言得贰师以社，今何故不用？”于是收贰师，贰师骂曰：“我死必灭匈奴！”遂屠贰师以祠。会连雨雪数月，畜产死，人民疫病，谷稼不熟，单于恐，为贰师立祠室。
7. ↑   http://www.silkroads.org.cn/portal.php?mod=view&aid=10782
8. ↑  《敦煌赋集校理》 张锡厚，《敦煌研究》1987年第四期

### 书籍
- 《資治通鑒》卷二十二